# Teracotona pallida
Teracotona pallida là một loài bướm đêm thuộc phân họ Arctiinae, họ Erebidae.